# Преслав (село)
Вижте пояснителната страница за други значения на Преслав.
Преслав (на украински: Преслав, на руски: Преслав) е село в Украйна, разположено в Приморски район, Запорожка област. През 2001 година населението му е 2109 души.
Селото е разположено на десния бряг на Обитошна. Преслав е културен център на българите в Таврия, а до 1917 г. и административен.
През 1875 година в селото е създадено първото българско училище в Таврия. През 1918 година гимназията е превърната в педагогически техникум, средищно училище за подготовка на учители, където има богата българска библиотека от 50 000 тома.
Освен гимназията, в селото има три народни училища, две на стария и едно на новия площад. Селото е прочуто с хубавата си бяла сол към Панско, на брега на морето. С преславската сол се снабдяват селата и една част се консумира в други области.

## Известни личности
Родени в Преслав
- Николай Державин (1877-1953), филолог